# Jacques Lemans Arena
Het Jacques Lemans Arena is een multifunctioneel stadion in Sankt Veit an der Glan, een stad in Oostenrijk. De naam komt van de sponsor, Jacques Lemans GmbH, een horloge- en juwelenbedrijf.
Het stadion werd geopend in 2005 en verving daarmee het Sportplatz am Rennbahngelände, dat daarvoor werd gebruikt door FC Sankt Veit voor competitiewedstrijden. In het stadion is plaats voor 2.420 toeschouwers.
Het stadion wordt vooral gebruikt voor voetbalwedstrijden, de voetbalclub FC Sankt Veit maakt gebruik van dit stadion. Er worden ook interlandwedstrijden gespeeld. Zo werden er een aantal wedstrijden gespeeld tijdens het kwalificatietoernooi voor het Europees kampioenschap voetbal mannen onder 19 van 2006.

## Interlands
In dit overzicht zijn de wedstrijden opgenomen van de mannenelftallen. Jeugdwedstrijden zijn niet opgenomen.
| Voetbalinterlands | Voetbalinterlands | Voetbalinterlands   | Voetbalinterlands | Voetbalinterlands | Voetbalinterlands |
| №                 | Datum             | Wedstrijd           | Uitslag           | Competitie        | Toeschouwers      |
| ----------------- | ----------------- | ------------------- | ----------------- | ----------------- | ----------------- |
| 1                 | 5 juni 2010       | Roemenië – Honduras | 3–0               | Vriendschappelijk | 150               |
| 2                 | 9 oktober 2020    | Nigeria – Algerije  | 0–1               | Vriendschappelijk |                   |
| 3                 | 13 oktober 2020   | Nigeria – Tunesië   | 1–1               | Vriendschappelijk |                   |